# Calanais IV
Le cercle de pierres de Calanais IV (Ceann Hulavig) est l'une des nombreuses structures de mégalithes autour du site  Calanais I sur la côte ouest de l'île de  Lewis dans les Hébrides extérieures.

## Histoire
La zone autour de Calanais comprend 21 monuments érigés autour de 3000 av. J.-C. Cet ensemble mégalithique est appelé Callanish en anglais et tire son nom du village voisin de Callanish. En gaélique écossais, le site est appelé Clachan Chalanais ou Tursachan Chalanais.

## Caractéristiques
Le site de Calanais IV est composé de six pierres formant une ellipse dont le grand axe fait environ 13,5 mètres et le petit axe environ 9 mètres. L'une de ces pierres est aujourd'hui tombée. À l'origine la structure était possiblement composée de treize pierres.
Un cairn d'environ 2 mètres de diamètre est toujours visible au sein du cercle.

## Localisation
Calanais IV est situé à proximité de la route A858 à environ 25 kilomètres à l'ouest de Stornoway. Le site est à environ 4 km au sud-est de Calanais I.